# Napoleonschanze (Norderney)

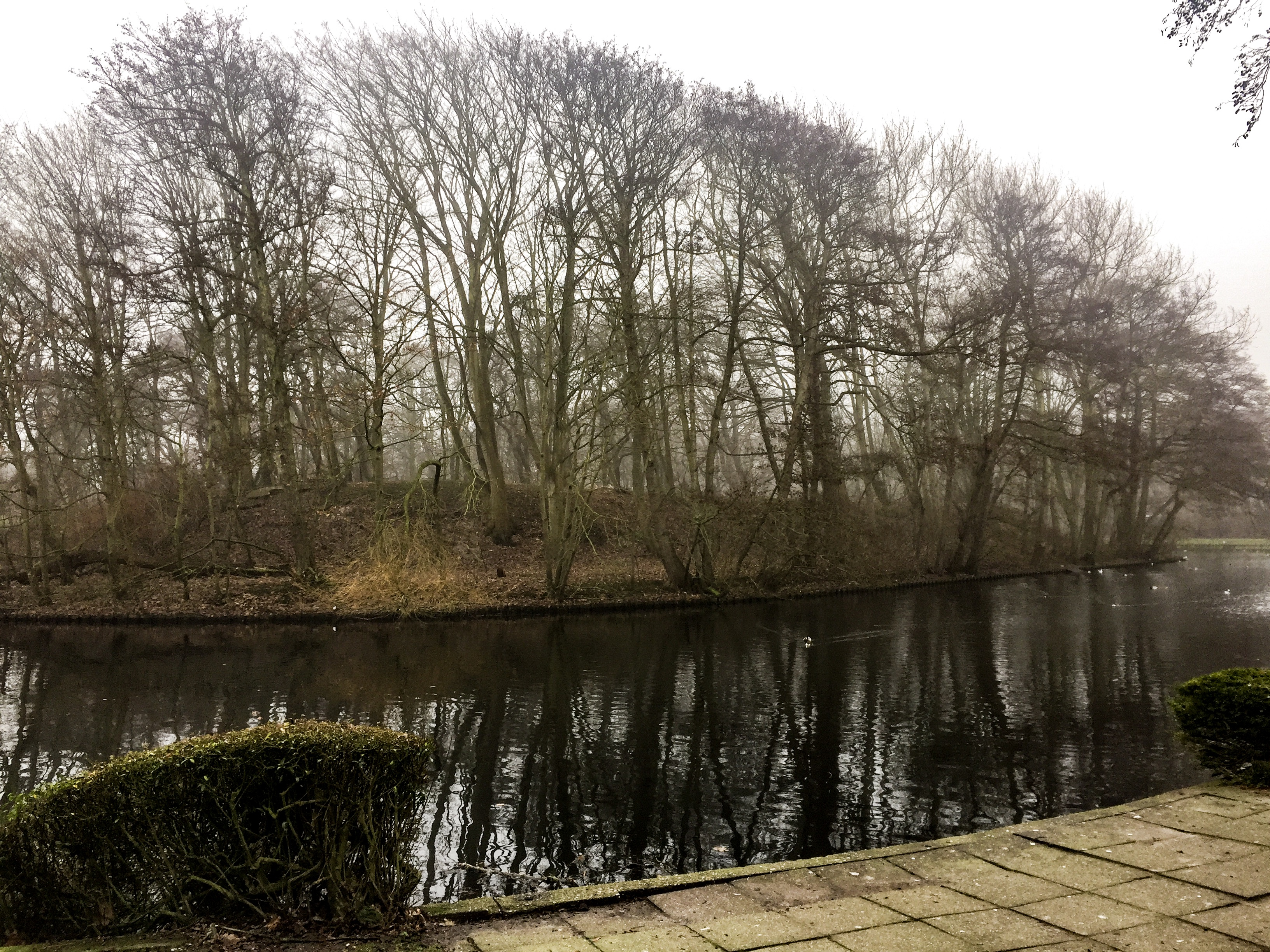
Blick auf die Wallanlage und den Wassergraben der Schanze aus nordöstlicher Richtung, 2016

Die Napoleonschanze auf der ostfriesischen Insel Norderney ist der erhaltene und unter Denkmalschutz stehende Rest einer Festungsanlage aus dem Jahr 1811. Sie ist das älteste noch im Urzustand erhaltene Bau- und Kulturdenkmal der Insel.

## Lage
Die Napoleonschanze befindet sich am südöstlichen Rand der Stadt Norderney auf einem Areal, das von der Mühlenstraße im Osten, der Gartenstraße im Norden und der Marienstraße im Süden begrenzt wird. Den nach Westen gerichtete Teil der Anlage bilden ein heute als Schwanenteich genutzter Wassergraben und der bewaldete Teil des Kurparks als erweitertes Stadtgebiet. Dieser Teil erstreckt sich bis zur Feldhausenstraße.

## Baubeschreibung und geschichtlicher Hintergrund
Die Napoleonschanze wurde von Ende 1811 bis Frühjahr 1812 während der Franzosenzeit erbaut. Ostfriesland war zu dieser Zeit von Napoleons Armeen okkupiert und wurde als Département Ems-Oriental an die Niederlande abgetreten. Norderney lag zu dieser Zeit im Arrondissement Aurich, Kantonsort war Norden. Die Anlage diente der französischen Besatzungsmacht bis November 1813 zur Durchsetzung der Kontinentalsperre, die einen Warenaustausch und Seehandel mit England und seinen Verbündeten verbot. In dieser Zeit blühte auf Norderney wie auf den anderen Ostfriesischen Inseln der Schmuggel. Zu dessen Bekämpfung wurden 300 Soldaten auf der Insel stationiert, die einen Wall sowie eine Geschützstellung errichteten. Die Batterie war mit Palisaden umgeben und mit vier Kanonen bestückt. Im Geviert der Wälle befanden sich Unterkünfte für die ständige Besatzung und eine Bäckerei. Der Wall folgte zum Teil dem natürlichen Küstenverlauf zur Wattseite in dieser Zeit. Die heutige Marienstraße bildete damals das südliche Ende der Insel. Erst im mittleren bis späten 19. Jahrhundert wurde dieser Bereich durch Landgewinnung vergrößert und darauf später das Hafenbecken und der Militärflugplatz errichtet.

## Ehrenmal
Am Rand der Schanze befindet sich auf einem Hügel ein am 20. Oktober 1930 eingeweihtes Kriegerdenkmal für die im Ersten Weltkrieg von 1914 bis 1918 gefallenen Söhne der Insel in Form eines abgerundeten Eisernen Kreuzes. Der sogenannte Bismarck-Stein wurde von dem Berliner Bildhauer Hermann Hosaeus entworfen und erschaffen. Während der Zeit des Nationalsozialismus diente das Kreuz als Weihestein.
Das Kreuz trägt auf der Vorderseite die Inschrift:

„Euch Allen Dank – Ob Ihr In Heimaterde Ruht, Ob Euch zum Letzten Schlummer Wiegte Meeresflut, Ob Fern Ihr Schlaft In Fremdem Land, Dies Eiland Denkt An Euch Solange Es Steht, Und Seewind Über Seine Dünen Weht – 1914–1918“

Auf der Rückseite sind die Namen der im Ersten Weltkrieg gefallenen Norderneyer eingraviert. Der Stein steht unter Denkmalschutz.

## Waldkirche
1912 wurde der innere Teil der Anlage zu einer Waldkirche umgestaltet. Somit erhielt die evangelische Kirchengemeinde für die Sommermonate eine zweite Predigtstätte.